# José María Belloch Puig
José María Belloch Puig (1918 - Benalmádena, 2 de noviembre de 1984) fue un juez y político español, gobernador civil de Barcelona, Guipúzcoa  y Huelva. También es padre de Juan Alberto Belloch Julbe.

## Biografía
Licenciado en derecho y juez de profesión, fue miembro de la Asociación Católica Nacional de Propagandistas y delegado del Movimiento Nacional a la provincia de Teruel fue juez en Mora de Rubielos y escribió guiones para algunas películas.
Fue miembro del Grupo Tácito durante la Transición Española, publicando artículos con la pseudónima Cordura Nueva. Después militó a Unión Democrática de Cataluña (UDC) cuando formaba parte del Equipo Demócrata Cristiano Español, para ingresar posteriormente en la Unión de Centro Democrático.
Fue gobernador civil de la provincia onubense (agosto de 1976- enero de 1977), de Guipúzcoa el 1977 y de la provincia de Barcelona de julio de 1977 a octubre de 1980. Fue el primer gobernador civil catalanoparlante desde 1939 y destacó por su carencia de beligerancia en el proceso autonómico catalán, para evitar conflictos. Mantuvo buenas relaciones con Narciso Serra y Jordi Pujol, y no muy buenas con Josep Tarradellas. Durante su mandato acontecieron el caso Scala (enero de 1978) y los hechos del once de septiembre de 1978 cuando murió Gustau Muñoz de un disparo de la policía.

## Obras
- Prohibido vivir, Barcelona, La Gaya Ciencia, 1978